# A Lufthansa Cargo úti céljai
A Lufthansa Cargo egy német teherszállító légitársaság, a Lufthansa leányvállalata. 2021 májusában a következő célállomásokra üzemeltetett járatokat.

## Lásd még
- AeroLogic

## Fordítás
- Ez a szócikk részben vagy egészben  a   List of Lufthansa Cargo destinations című angol Wikipédia-szócikk ezen változatának fordításán alapul.  Az eredeti cikk szerkesztőit annak laptörténete sorolja fel. Ez a jelzés csupán a megfogalmazás eredetét és a szerzői jogokat jelzi, nem szolgál a cikkben szereplő információk forrásmegjelöléseként.